# Flik 15
La Fliegerkompanie 15 (abbreviata in Flik 15) era una delle squadriglie della Kaiserliche und Königliche Luftfahrtruppen.

## Storia

### Prima guerra mondiale
Dopo lo scoppio della prima guerra mondiale, la Flik 15 combatté sul fronte orientale. 
Dopo la dichiarazione di guerra dell'Italia, fu trasferita al fronte delle Battaglie dell'Isonzo e nel maggio 1916 era al comando dell'Hptm Karl Christian all'Aeroporto di Cirè di Pergine Valsugana con 2 Hansa-Brandenburg C.I e 5 Lloyd C.III (variante del Lloyd C.II).
Nel maggio-giugno 1917 era a Gardolo con 6 Hansa-Brandenburg C.I.
Diventata Flik 15/F (Fernaufklärer-Kompanie 47) era subordinata all'XI Armata ed al 15 ottobre 1918 si trovava al campo di aviazione di Levico Terme con 1 Hansa-Brandenburg C.I e 5 Ufag C.I.
Dopo la guerra, l'intera aviazione austriaca fu sciolta.